# OpenDOAR
OpenDOAR (The Directory of Open Access Repositories) je adresář akademických a vědeckých repozitářů typu „open access“, dostupný na www.opendoar.org. Spravuje ho SHERPA Services. Zařazené repozitáře jsou pravidelně ověřovány personálem, což zaručuje jejich kvalitu a zároveň vede k vyhledání relevantnějších informací. 

## Historie
Projekt byl spuštěn v roce 2005 University of Nottingham a University of Lund. Financovaný byl OSI, JISC, CURL a SPARC Europe. Veřejně byl spuštěn v lednu 2006. 

## Pokrytí
V současnosti zahrnuje přes 2200 záznamů, z toho 7 českých: 
- Česká digitální matematická knihovna
- Národní úložiště šedé literatury
- Digitální knihovna Západočeské univerzity v Plzni
- Inforum 2006: sborník
- Sborníky konference Inforum
- DSpace na VŠB-TUO
- Digitální knihovna Univerzity Pardubice

## Nástroje
Kromě samotného seznamu repozitářů umožňuje OpenDOAR vyhledávání repozitářů podle země, jazyka, oboru, softwaru, typu repozitářů a typu dokumentů. 
- OpenDOAR Repository Contents Search umožňuje fulltextové vyhledávání v obsahu  zahrnutých OA repozitářů.
- Policies Tool - nástroj, který pomáhá administrátorům vyjádřit politiku jejich repozitáře. Zahrnuje politiku týkající se metadat, dat samotných, obsahu, uchovávání souborů a autorských práv.
- OpenDOAR Chart umožňuje uživatelům vytvářet grafy shrnující data z OA repozitářů.
- Email Distribution Service - tato služba poskytuje uživatelům zaslání uzpůsobeného seznamu repozitářů.

## Kritéria pro přijetí/vyloučení
OpenDOAR sbírá a poskytuje informace výhradně na stránkách, které plně přijaly  koncept open access. Stránky, které jakýmkoli způsobem zabraňují okamžitému přístupu nejsou zahrnuty. Většina zahrnutých repozitářů využívá protokol OAI-PMH. 
Nejčastější důvody pro nezahrnutí do seznamu:
- stránka je opakovaně nedostupná
- jedná se o elektronický časopis (viz DOAJ)
- stránka neobsahuje žádné OA materiály
- stránka obsahuje jen metadata
- jedná se o katalog knihovny nebo kolekci lokálně přístupných e-knih
- stránka vyžaduje registraci pro přístup k materiálům
- jde o časopis nebo databázi vyžadující předplatné

## Cíloví uživatelé
- poskytovatelé služeb
- data mineři
- subjekty zainteresované v OA
- koncoví uživatelé

## Použitá literatura
- OpenDOAR: directory of open access repositories [online]. Nottingham, England: University of Nottingham [cit. 2012-12-05]. Dostupné z: http://www.opendoar.org/ Archivováno 26. 2. 2011 na Wayback Machine.
- OpenDOAR Search [online]. Leicester, England: University of Leicester [cit. 2012-12-05]. Dostupné z: http://www2.le.ac.uk/library/find/databases/o/opendoar Archivováno 14. 8. 2012 na Wayback Machine.
- MILLINGTON, Peter. The New Improved OpenDOAR
- Directory of OA Repositories [online]. 2006 [cit. 2012-12-05]. Dostupné z: https://web.archive.org/web/20151018124716/http://www.opendoar.org/documents/LancasterPresentation20060907